# The Playing Favorites
The Playing Favorites sono un gruppo musicale creato da Joey Cape e Luke Tierney nel 2007.
Il progetto del gruppo fu elaborato una notte in Giappone durante i loro tour con i rispettivi gruppi Me First and The Gimme Gimmes e i  The Penfifteen Club. Alla band si aggiungono due loro amici: Marko Desantis (già bassista con Cape nei Bad Astronaut) e Tim Cullen (che ha collaborato con i Bad Astronaut e nell'album solista di Cape). A completare la formazione è Mick Flower (attuale batterista di Luke), il quale aveva già suonato con Marko e Tim nei loro gruppi negli anni 90.
La band si ritrova 5 giorni in studio dove scrive e registra 3 canzoni al giorno, tranne l'ultimo giorno quando ne scrive due e finisce di sistemare le altre. L'album I Remember When I Was Pretty è uscito nel dicembre 2007 riscuotendo parecchio successo, tanto da portare la band a fare un tour sino in Giappone dove l'album ha 6 tracce in più: 2 inediti acustici e 4 tracce dell'album riviste in versione acustica ognuna cantata da un cantante diverso. Infatti la particolarità di questa band è che tutti (ad eccezione di Mick il batterista) sono cantanti e autori dei propri brani nei rispettivi gruppi. Nell'album infatti i 4 si scambiano più volte il compito di cantante: questo fa sì che l'album presenti diversi stili musicali, ma sempre legati l'uno all'altro.
Da poco la band ha registrato una nuova canzone "The Ramones Are Dead" cantata da Joey Cape e già presente nella versione giapponese del disco in versione acustica. La canzone farà probabilmente parte di un prossimo EP a tiratura limitata. Il gruppo è già al lavoro per scrivere un nuovo album, in uscita probabilmente in primavera 2009.

## Formazione
- Joey Cape - voce, chitarra
- Luke Tierrney - chitarra
- Tim Cullen - chitarra
- Marko DeSantis - basso
- Mick Flowers - batteria

## Discografia
- 2007 - I Remember When I Was Pretty